# L'Homme puma
Pour plus de détails, voir Fiche technique et Distribution.
L'Homme puma (L'uomo puma, ou L’Incroyable Homme puma, dans certaines sorties vidéo et sur IMDB) est un film italien en langue anglaise réalisé par Alberto De Martino, sorti en 1980.

## Synopsis
Une scientifique découvre un masque aztèque qui conte une légende sur un homme dieu appelé « Homme Puma ». Le masque profané annonce également que l'Homme Puma viendra venger cette profanation. Le masque aux mains du Docteur Kobras permet de contrôler les esprits. Kobras projetant de sombres desseins sur l'humanité va tenter de déjouer l'Homme Puma qui s'avère être un paléontologue n'ayant pas encore conscience de ses pouvoirs hérités de son père.

## Fiche technique
Sauf indication contraire, les informations mentionnées dans cette section peuvent être confirmées par les bases de données cinématographiques IMDb et Allociné,  présentes dans la section « Liens externes ».
- Titre original : L'uomo puma
- Titre français : L'Homme puma ou L'incroyable Homme puma
- Titre québécois : L'Homme puma
- Réalisation : Alberto De Martino
- Scénario : Massimo de Rita, Luigi Angelo
- Musique : Renato Serio
- Décors : Georgio Ferrari, Mario Bernardo, Ermando Biamonte
- Costumes : Luciana Mancini
- Photographie : Emilio Lari
- Son : Roberto Alberghini, Michel Billingsley, Fernando Caso, Gianni D'Amico, Álvaro Gramigna, Mario Morigi
- Montage : Vincenzo Tomassi
- Production : Giuseppe Auriemma (directeur de la production)
- Sociétés de production : ADM Films Department, La Deantir
- Société de distribution : Metropolitan ( Italie)
- Budget : non connu
- Pays de production :  Italie
- Langue originale : anglais et italien
- Format : couleur - 35 mm - 1,85:1 - Mono
- Genres : Aventure, Fantastique, Action
- Durée : 90 minutes
- Dates de sortie : 
  - Italie : 14 février 1980
  - France : 10 décembre 1980
- Classification :
  - Italie : tous publics
  - France : tous publics

## Distribution
| - Walter George Alton (VF : Maurice Sarfati) : Tony Farms - Donald Pleasence (VF : Jean Violette) : Docteur Kobras - Miguel Angel Fuentes (VF : Gérard Dessalles) : Vadino - Sydne Rome (VF : Sylvie Feit) : Jeanne Dobson - Silvano Tranquilli : l'Ambassadeur Dobson - Benito Stefanelli : Rankin - Guido Lollobrigida : Matón - Peter Cellier : conservateur du musée - Geoffrey Copleston : Sir Georges Bradley - Omero Capanna : homme de main de Kobras (non-crédité) - Marco Stefanelli : homme de main de Kobras (non-crédité) - Marcello Verziera : homme de main de Kobras (non-crédité) | - Acteurs présents dans l'Homme puma - Donald Pleasence est Kobras. - Silvano Tranquilli est l'ambassadeur Dobson. - Sydne Rome est Jeanne Dobson. |